# Roadracing-VM 2015
Världsmästerskapen i Roadracing 2015 arrangeras av Internationella motorcykelförbundet och innehåller klasserna MotoGP, Moto2 och Moto3 i Grand Prix-serien. Därutöver har klasserna Superbike, Supersport, Endurance och Sidovagnsracing världsmästerskapsstatus. VM-titlar delas ut till bästa förare och till bästa konstruktör.

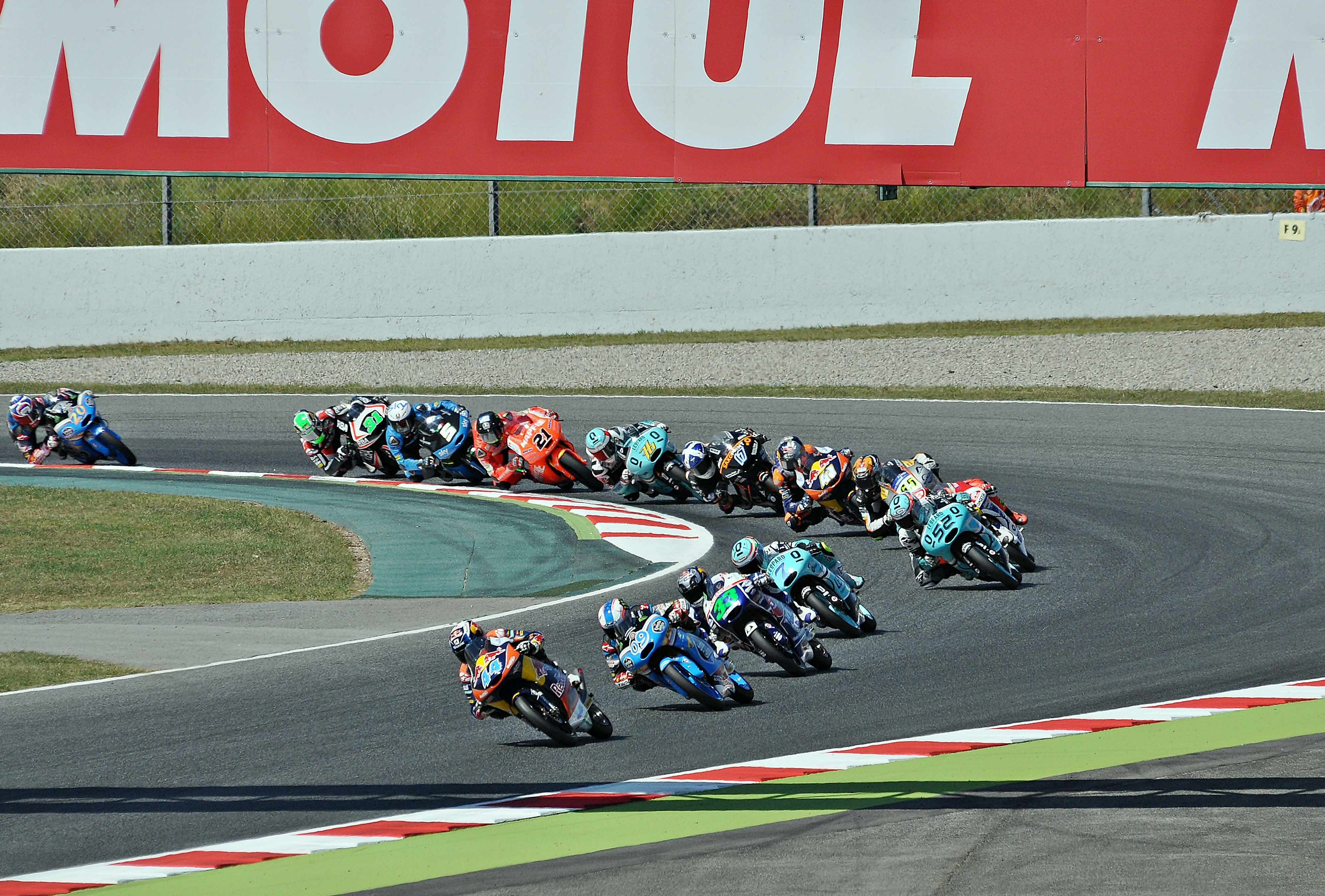
Moto3-loppet vid Kataloniens Grand Prix.

| Världsmästare i roadracing 2015 | Världsmästare i roadracing 2015                           | Världsmästare i roadracing 2015 |
| Klass                           | Mästare individuellt                                      | Mästare konstruktörer           |
| ------------------------------- | --------------------------------------------------------- | ------------------------------- |
| MotoGP                          | Jorge Lorenzo                                             | Yamaha                          |
| Moto2                           | Johann Zarco (Kalex)                                      | Kalex                           |
| Moto3                           | Danny Kent (Honda)                                        | Honda                           |
| Superbike                       | Jonathan Rea (Kawasaki)                                   | Kawasaki                        |
| Supersport                      | Kenan Sofuoğlu (Kawasaki)                                 | Kawasaki                        |
| Endurance                       | Suzuki Endurance Racing Team (Philippe, Delhalle, Masson) | Yamaha                          |
| Sidvagn                         | Bennie Streuer / Geert Koerts (Suzuki)                    | -                               |

## Grand Prix
Grand Prix-klasserna i roadracing är MotoGP, Moto2 och Moto3. De körs tillsammans under sammanhållna tävlingshelger. 

### Tävlingskalender
Preliminär tävlingskalender. En tänkt flytt av Storbritanniens Grand Prix från Silverstone till Donington Park blev inte av.
| Omgång | Datum        | Grand Prix      | Bana                        | Segrare Moto3     | Segrare Moto2 | Segrare MotoGP  |
| ------ | ------------ | --------------- | --------------------------- | ----------------- | ------------- | --------------- |
| 1      | 29 mars^1    | Qatar           | Losail                      | Alexis Masbou     | Jonas Folger  | Valentino Rossi |
| 2      | 12 april     | Amerikas GP     | Circuit of the Americas     | Danny Kent        | Sam Lowes     | Marc Márquez    |
| 3      | 19 april     | Argentina       | Termas de Río Hondo         | Danny Kent        | Johann Zarco  | Valentino Rossi |
| 4      | 3 maj        | Spanien         | Jerez                       | Danny Kent        | Jonas Folger  | Jorge Lorenzo   |
| 5      | 17 maj       | Frankrike       | Le Mans Bugatti             | Romano Fenati     | Thomas Lüthi  | Jorge Lorenzo   |
| 6      | 31 maj       | Italien         | Mugello Circuit             | Miguel Oliveira   | Esteve Rabat  | Jorge Lorenzo   |
| 7      | 14 juni      | Katalonien      | Circuit de Catalunya        | Danny Kent        | Johann Zarco  | Jorge Lorenzo   |
| 8      | 27 juni ^2   | TT Assen        | TT Circuit Assen            | Miguel Oliveira   | Johann Zarco  | Valentino Rossi |
| 9      | 12 juli      | Tyskland        | Sachsenring                 | Danny Kent        | Xavier Siméon | Marc Márquez    |
| 10     | 9 augusti    | Indianapolis GP | Indianapolis Motor Speedway | Livio Loi         | Álex Rins     | Marc Márquez    |
| 11     | 16 augusti   | Tjeckien        | Masaryk Circuit, Brno       | Niccolò Antonelli | Johann Zarco  | Jorge Lorenzo   |
| 12     | 30 augusti   | Storbritannien  | Silverstone                 | Danny Kent        | Johann Zarco  | Valentino Rossi |
| 13     | 13 september | San Marino      | Misano                      | Enea Bastianini   | Johann Zarco  | Marc Márquez    |
| 14     | 27 september | Aragoniens GP   | Motorland Aragón            | Miguel Oliveira   | Esteve Rabat  | Jorge Lorenzo   |
| 15     | 11 oktober   | Japan           | Twin Ring Motegi            | Niccolò Antonelli | Johann Zarco  | Dani Pedrosa    |
| 16     | 18 oktober   | Australien      | Phillip Island Circuit      | Miguel Oliveira   | Álex Rins     | Marc Márquez    |
| 17     | 25 oktober   | Malaysia        | Sepang                      | Miguel Oliveira   | Johann Zarco  | Dani Pedrosa    |
| 18     | 8 november   | Valencia        | Circuit Ricardo Tormo       | Miguel Oliveira   | Esteve Rabat  | Jorge Lorenzo   |

Noter:
- ^1  - Kvällsrace i elljus.
- ^2  - Tävlingarna avgörs traditionsenligt på lördag istället för söndag.

### Poängräkning
De 15 främsta i varje race får poäng enligt tabellen nedan. Alla race räknas.
| Plats | 1  | 2  | 3  | 4  | 5  | 6  | 7 | 8 | 9 | 10 | 11 | 12 | 13 | 14 | 15 |
| ----- | -- | -- | -- | -- | -- | -- | - | - | - | -- | -- | -- | -- | -- | -- |
| Poäng | 25 | 20 | 16 | 13 | 11 | 10 | 9 | 8 | 7 | 6  | 5  | 4  | 3  | 2  | 1  |

## MotoGP

### Regeländringar
I huvudsak samma regler som Roadracing-VM 2014. Det blir sista säsongen med olika regelverk för fabriksmotorcyklar och öppna motorcyklar. Från Roadracing-VM 2016 ska alla deltagare använda samma elektroniska styrenhet och samma programvara öppen för alla deltagare.
Säsongen 2015 är också Bridgestones sista. Från 2016 är Michelin däcksleverantör till MotoGP-klassen.
Sammanfattning av regelverket
|                                         | Factory | Factory 2 | Open |
| --------------------------------------- | --- | --- | --- |
| Motorer per säsong                      | 6 | 13 | 13 |
| Motorutveckling                         | Nej | Ja | Ja |
| Bränsle per race                        | 20 l | 24 (22) l | 24 l |
| Styrenhet (ECU)                         | Magneti Marelli | Magneti Marelli | Magneti Marelli |
| ECU-mjukvara                            | Egenutvecklad | Egenutvecklad | Magneti Marelli |
| Däck                                    | Bridgestone | Bridgestone | Bridgestone |
| Däckstyper bak                          | Hård och medium | Medium och mjuk | Medium och mjuk |
| Förare som lyder under respektive regel | Marc Marquez (Honda) Dani Pedrosa (Honda) Jorge Lorenzo (Yamaha) Valentino Rossi (Yamaha) Cal Cruchlow (Honda) Scott Redding (Honda) Pol Espargaró (Yamaha) Bradley Smith(Yamaha) | Andrea Dovizioso (Ducati) Andrea Iannone (Ducati) Yonny Hernandez (Ducati) Danilo Petrucci (Ducati) Aleix Espargaró (Suzuki) Maverick Viñales (Suzuki) Alvaro Bautista (Aprilia) Marco Melandri (Aprilia) | Stefan Bradl (Yamaha Forward) Loris Baz (Yamaha Forward) Nicky Hayden (Honda) Eugene Laverty (Honda) Jack Miller (Honda) Karel Abraham (Honda) Héctor Barberá (Ducati) Mike Di Meglio (Ducati) Alex De Angelis (ART) |

### Team och förare 2015
Suzuki och Aprilia gör comeback i MotoGP. Årets nya förare, rookies, är Maverick Viñales, Jack Miller, Eugene Laverty och Loris Baz. Marco Melandri gör comeback i MotoGP. Ett nytt team är Marc VDS Racing.

#### Fabriksmotorcyklar
Märkesteam
- Repsol Honda: Marc Márquez och Dani Pedrosa fortsätter.
- Movistar Yamaha: Jorge Lorenzo och Valentino Rossi fortsätter.
- Ducati Corse: Andrea Dovizioso fortsätter och får sällskap av Andrea Iannone från Ducatis satellitteam Pramac Ducati.
- Suzuki: Suzuki kommer tillbaka till MotoGP med förarna Aleix Espargaró från Forward Racing och debutanten Maverick Viñales från Moto2-klassen.
- Aprilia Gresini: Alvaro Bautista stannar hos Gresini när de byter från Honda till Aprilia. Marco Melandri kommer från Aprilias fabriksteam i Superbike. Han körde MotoGP 2003-2011.

Satellitteam
- CWM LCR Honda: Cal Cruchlow från Ducati ersätter Stefan Bradl. Stallet kör sin andra motorcykel enligt "öppna" reglerna.
- Marc VDS Honda: Nytt team där Scott Redding kommer från Gresini.
- Tech 3 Yamaha: Bradley Smith och Pol Espargaró fortsätter.
- Pramac Ducati: Yonny Hernandez fortsätter och får sällskap av Danilo Petrucci från Iodaracing.

#### "Öppna" motorcyklar
Motorcykel inom parentes.
- Aspar (Honda): Nicky Hayden fortsätter och får sällskap av Superbikeföraren Eugene Laverty.
- CWM LCR Honda: LCR Honda utökar med en "öppen" motorcykel som ska köras av Jack Miller från Moto3-klassen.
- Forward Racing (Yamaha Forward): Stefan Bradl från LCR Honda och Loris Baz från Superbike-VM ersätter Aleix Espargaró som går till Suzukis fabriksteam och Colin Edwards som slutar.
- Avintia Racing (Ducati): Avintia byter motorcykelfabrikat till Ducati. Héctor Barberá och Mike Di Meglio fortsätter.
- Octo Iodaracing: Alex de Angelis kommer från Forward Racing och ersätter Danilo Petrucci som går till Pramac. Iodaracing kör en ART-motorcykel. Fältets sista motorcykel med bakgrund i CRT-reglerna.

### Startlista MotoGP
Slutlig startlista med 25 ordinarie förare publicerades 2 februari 2015.
| Nr | Förare             | Nation         | Team                          | Motorcykel     | GP         | Anmärkning                           |
| -- | ------------------ | -------------- | ----------------------------- | -------------- | ---------- | ------------------------------------ |
| 4  | Andrea Dovizioso   | Italien        | Ducati Team                   | Ducati #       | 1-18       |                                      |
| 6  | Stefan Bradl       | Tyskland       | Forward Racing                | Yamaha Forward | 1-8        | Lämnade teamet                       |
| 6  | Stefan Bradl       | Tyskland       | Aprilia Racing Team Gresini   | Aprilia #      | 10-18      | Ny ordinarie efter 33 Melandri       |
| 7  | Hiroshi Aoyama     | Japan          | Repsol Honda Team             | Honda *        | 2-4        | Ersatte 26 Pedrosa                   |
| 7  | Hiroshi Aoyama     | Japan          | AB Motoracing                 | Honda          | 9          | Ersatte 17 Abraham                   |
| 8  | Héctor Barberá     | Spanien        | Avintia Racing                | Ducati         | 1-18       |                                      |
| 9  | Danilo Petrucci    | Italien        | Pramac Racing                 | Ducati #       | 1-18       |                                      |
| 13 | Anthony West       | Australien     | AB Motoracing                 | Honda          | 16-18      | Ersatte 17 Abraham                   |
| 15 | Alex De Angelis    | San Marino     | IodaRacing Team               | ART #          | 1-15       | Avslutade säsongen på grund av skada |
| 17 | Karel Abraham      | Tjeckien       | AB Motoracing                 | Honda          | 1-7, 11-14 | Avslutade säsongen på grund av skada |
| 19 | Álvaro Bautista    | Spanien        | Aprilia Racing Team Gresini   | Aprilia #      | 1-18       |                                      |
| 21 | Katsuyuki Nakasuga | Japan          | Yamaha Factory Racing Team    | Yamaha *       | 15         | Wildcard                             |
| 24 | Toni Elías         | Spanien        | AB Motoracing                 | Honda          | 10         | Ersatte 17 Abraham                   |
| 24 | Toni Elías         | Spanien        | Forward Racing                | Yamaha Forward | 14-18      | Ersatte 71 Corti                     |
| 23 | Broc Parkes        | Australien     | IodaRacing Team               | ART #          | 18         | Ersatte 15 de Angelis                |
| 25 | Maverick Viñales   | Spanien        | Team Suzuki Ecstar MotoGP     | Suzuki #       | 1-18       |                                      |
| 26 | Dani Pedrosa       | Spanien        | Repsol Honda Team             | Honda *        | 1, 5-18    |                                      |
| 29 | Andrea Iannone     | Italien        | Ducati Team                   | Ducati #       | 1-18       |                                      |
| 33 | Marco Melandri     | Italien        | Aprilia Racing Team Gresini   | Aprilia #      | 1-8        | Avbröt säsongen                      |
| 36 | Cal Crutchlow      | Storbritannien | LCR Honda                     | Honda *        | 1-18       |                                      |
| 38 | Bradley Smith      | Storbritannien | Monster Yamaha Tech 3         | Yamaha *       | 1-18       |                                      |
| 41 | Aleix Espargaró    | Spanien        | Team Suzuki Ecstar MotoGP     | Suzuki #       | 1-18       |                                      |
| 43 | Jack Miller        | Australien     | LCR Honda                     | Honda          | 1-18       |                                      |
| 44 | Pol Espargaró      | Spanien        | Monster Yamaha Tech 3         | Yamaha *       | 1-18       |                                      |
| 45 | Scott Redding      | Storbritannien | Estrella Galicia 0,0 Marc VDS | Honda *        | 1-18       |                                      |
| 46 | Valentino Rossi    | Italien        | Movistar Yamaha MotoGP        | Yamaha *       | 1-18       |                                      |
| 50 | Eugene Laverty     | Irland         | Aspar MotoGP Team             | Honda          | 1-18       |                                      |
| 51 | Michele Pirro      | Italien        | Ducati Team                   | Ducati #       | 6, 13, 18  | Wildcard                             |
| 55 | Damian Cudlin      | Australien     | IodaRacing Team               | ART #          | 16, 17     | Ersatte 15 de Angelis                |
| 63 | Mike Di Meglio     | Frankrike      | Avintia Racing                | Ducati         | 1-18       |                                      |
| 64 | Kousuke Akiyoshi   | Japan          | AB Motoracing                 | Honda          | 15         | Ersatte 17 Abraham                   |
| 68 | Yonny Hernández    | Colombia       | Pramac Racing                 | Ducati #       | 1-18       |                                      |
| 69 | Nicky Hayden       | USA            | Aspar MotoGP Team             | Honda          | 1-18       |                                      |
| 70 | Michael Laverty    | Storbritannien | Aprilia Racing Team Gresini   | Aprilia #      | 9          | Ersatte 33 Melandri                  |
| 71 | Claudio Corti      | Italien        | Forward Racing                | Yamaha Forward | 9, 11-13   | Ersatte 6 Bradl                      |
| 72 | Takumi Takahashi   | Japan          | Team HRC with Nissin          | Honda *        | 15         | Wildcard                             |
| 76 | Loris Baz          | Frankrike      | Forward Racing                | Yamaha Forward | 1-9, 11-18 |                                      |
| 93 | Marc Márquez       | Spanien        | Repsol Honda Team             | Honda *        | 1-18       |                                      |
| 99 | Jorge Lorenzo      | Spanien        | Movistar Yamaha MotoGP        | Yamaha *       | 1-18       |                                      |

* markerar motorcyklar anmälda under  de hårda fabriksreglerna, "Factory option 1". # markerar motorcyklar anmälda under  de mjuka fabriksreglerna, "Factory option 2". Övriga är "Open option".

### Resultat MotoGP
| Omgång | Bana                    | Segrare         | Segrarens mc | Tvåa             | Trea             | Pole position    | Snabbaste varv  |
| ------ | ----------------------- | --------------- | ------------ | ---------------- | ---------------- | ---------------- | --------------- |
| 1      | Losail                  | Valentino Rossi | Yamaha       | Andrea Dovizioso | Andrea Iannone   | Andrea Dovizioso | Valentino Rossi |
| 2      | Circuit of the Americas | Marc Márquez    | Honda        | Andrea Dovizioso | Valentino Rossi  | Marc Márquez     | Marc Márquez    |
| 3      | Termas de Río Hondo     | Valentino Rossi | Yamaha       | Andrea Dovizioso | Cal Crutchlow    | Marc Márquez     | Valentino Rossi |
| 4      | Jerez                   | Jorge Lorenzo   | Yamaha       | Marc Márquez     | Valentino Rossi  | Jorge Lorenzo    | Jorge Lorenzo   |
| 5      | Le Mans Bugatti         | Jorge Lorenzo   | Yamaha       | Valentino Rossi  | Andrea Dovizioso | Marc Márquez     | Valentino Rossi |
| 6      | Mugello                 | Jorge Lorenzo   | Yamaha       | Andrea Iannone   | Valentino Rossi  | Andrea Iannone   | Marc Márquez    |
| 7      | Catalunya               | Jorge Lorenzo   | Yamaha       | Valentino Rossi  | Dani Pedrosa     | Aleix Espargaró  | Marc Márquez    |
| 8      | Assen                   | Valentino Rossi | Yamaha       | Marc Márquez     | Jorge Lorenzo    | Valentino Rossi  | Marc Márquez    |
| 9      | Sachsenring             | Marc Márquez    | Honda        | Dani Pedrosa     | Valentino Rossi  | Marc Márquez     | Marc Márquez    |
| 10     | Indianapolis            | Marc Márquez    | Honda        | Jorge Lorenzo    | Valentino Rossi  | Marc Márquez     | Marc Márquez    |
| 11     | Brno                    | Jorge Lorenzo   | Yamaha       | Marc Márquez     | Valentino Rossi  | Jorge Lorenzo    | Marc Márquez    |
| 12     | Silverstone             | Valentino Rossi | Yamaha       | Danilo Petrucci  | Andrea Dovizioso | Marc Márquez     | Valentino Rossi |
| 13     | Misano                  | Marc Márquez    | Honda        | Bradley Smith    | Scott Redding    | Jorge Lorenzo    | Jorge Lorenzo   |
| 14     | Aragón                  | Jorge Lorenzo   | Yamaha       | Dani Pedrosa     | Valentino Rossi  | Marc Márquez     | Jorge Lorenzo   |
| 15     | Motegi                  | Dani Pedrosa    | Honda        | Valentino Rossi  | Jorge Lorenzo    | Jorge Lorenzo    | Jorge Lorenzo   |
| 16     | Phillip Island          | Marc Márquez    | Honda        | Jorge Lorenzo    | Andrea Iannone   | Marc Márquez     | Marc Márquez    |
| 17     | Sepang                  | Dani Pedrosa    | Honda        | Jorge Lorenzo    | Valentino Rossi  | Dani Pedrosa     | Jorge Lorenzo   |
| 18     | Valencia                | Jorge Lorenzo   | Yamaha       | Marc Márquez     | Dani Pedrosa     | Jorge Lorenzo    | Jorge Lorenzo   |

### Mästerskapsställning MotoGP
Slutställning efter 18 deltävlingar. Lorenzo världsmästare efter sista deltävlingen.
| Plats | Förare             | Land           | Fabrikat             | Poäng | Segrar |
| ----- | ------------------ | -------------- | -------------------- | ----- | ------ |
| 1     | Jorge Lorenzo      | Spanien        | Yamaha               | 330   | 7      |
| 2     | Valentino Rossi    | Italien        | Yamaha               | 325   | 4      |
| 3     | Marc Márquez       | Spanien        | Honda                | 242   | 5      |
| 4     | Dani Pedrosa       | Spanien        | Honda                | 206   | 2      |
| 5     | Andrea Iannone     | Italien        | Ducati               | 188   |        |
| 6     | Bradley Smith      | Storbritannien | Yamaha               | 181   |        |
| 7     | Andrea Dovizioso   | Italien        | Ducati               | 162   |        |
| 8     | Cal Crutchlow      | Storbritannien | Honda                | 125   |        |
| 9     | Pol Espargaró      | Spanien        | Yamaha               | 114   |        |
| 10    | Danilo Petrucci    | Italien        | Ducati               | 113   |        |
| 11    | Aleix Espargaró    | Spanien        | Suzuki               | 105   |        |
| 12    | Maverick Viñales   | Spanien        | Suzuki               | 97    |        |
| 13    | Scott Redding      | Storbritannien | Honda                | 84    |        |
| 14    | Yonny Hernández    | Colombia       | Ducati               | 56    |        |
| 15    | Héctor Barberá     | Spanien        | Ducati               | 33    |        |
| 16    | Álvaro Bautista    | Spanien        | Aprilia              | 31    |        |
| 17    | Loris Baz          | Frankrike      | Yamaha Fwd           | 28    |        |
| 18    | Stefan Bradl       | Tyskland       | Aprilia / Yamaha Fwd | 17    |        |
| 19    | Jack Miller        | Australien     | Honda                | 17    |        |
| 20    | Nicky Hayden       | USA            | Honda                | 16    |        |
| 21    | Michele Pirro      | Italien        | Ducati               | 12    |        |
| 22    | Eugene Laverty     | Irland         | Honda                | 9     |        |
| 23    | Katsuyuki Nakasuga | Japan          | Yamaha               | 8     |        |
| 24    | Mike Di Meglio     | Frankrike      | Ducati               | 8     |        |
| 25    | Hiroshi Aoyama     | Japan          | Honda                | 5     |        |
| 26    | Takumi Takahashi   | Japan          | Honda                | 5     |        |
| 27    | Toni Elías         | Spanien        | Yamaha Fwd / Honda   | 2     |        |
| 28    | Alex de Angelis    | San Marino     | ART                  | 2     |        |

## Moto2

### Startlista Moto2
Slutlig startlista över ordinarie förare publicerades 2 februari 2015. Den innehöll 30 förare, varav 5 körde sin första VM-säsong (rookies): Jesko Rafin, Álex Rins, Zaqhwan Zaidi, Florian Alt och Álex Márquez.
| Nr | Förare              | Nation         | Team                           | Motorcykel    | GP          | Anmärkning                     |
| -- | ------------------- | -------------- | ------------------------------ | ------------- | ----------- | ------------------------------ |
| 1  | Esteve Rabat        | Spanien        | Estrella Galicia 0,0 Marc VDS  | Kalex         | 1-15, 18    |                                |
| 2  | Jesko Rafin         | Schweiz        | Sports-Millions-Emwe-SAG       | Kalex         | 1-18        |                                |
| 3  | Simone Corsi        | Italien        | Athinà Forward Racing          | Kalex         | 1-9, 11-18  |                                |
| 4  | Randy Krummenacher  | Schweiz        | JiR Moto2                      | Kalex         | 1-18        |                                |
| 5  | Johann Zarco        | Frankrike      | Ajo Motorsport                 | Kalex         | 1-18        |                                |
| 7  | Lorenzo Baldassarri | Italien        | Forward Racing                 | Kalex         | 1-9, 11-18  |                                |
| 9  | Luca Marini         | Italien        | Pons Racing Junior Team        | Kalex         | 13          | Wildcard                       |
| 10 | Thitipong Warokorn  | Thailand       | APH PTT The Pizza SAG          | Kalex         | 1-18        |                                |
| 11 | Sandro Cortese      | Tyskland       | Dynavolt Intact GP             | Kalex         | 1-18        |                                |
| 12 | Thomas Lüthi        | Schweiz        | Derendinger Racing Interwetten | Kalex         | 1-18        |                                |
| 13 | Jasper Iwema        | Nederländerna  | Abbink GP                      | Speed Up      | 8           | Wildcard                       |
| 15 | Ratthapark Wilairot | Thailand       | JP Moto Malaysia               | Suter         | 7-10        | Ny ordinarie efter 51 Zaidi    |
| 16 | Joshua Hook         | Australien     | Technomag Racing Interwetten   | Kalex         | 15-18       | Ersatte 77 Aegerter            |
| 19 | Xavier Siméon       | Belgien        | Federal Oil Gresini Moto2      | Kalex         | 1-18        |                                |
| 20 | Louis Bulle         | Frankrike      | Promoto Sport                  | Transfiormers | 5           | Wildcard                       |
| 21 | Franco Morbidelli   | Italien        | Italtrans Racing Team          | Kalex         | 1-11, 16-18 |                                |
| 22 | Sam Lowes           | Storbritannien | Speed Up Racing                | Speed Up      | 1-18        |                                |
| 23 | Marcel Schrötter    | Tyskland       | Tech 3                         | Tech 3        | 1-18        |                                |
| 25 | Azlan Shah          | Malaysia       | Idemitsu Honda Team Asia       | Kalex         | 1-18        |                                |
| 28 | Bradley Ray         | Storbritannien | FAB-Racing                     | FTR           | 12          | Wildcard                       |
| 30 | Takaaki Nakagami    | Japan          | Idemitsu Honda Team Asia       | Kalex         | 1-18        |                                |
| 32 | Federico Fuligni    | Italien        | Team Ciatti                    | Suter         | 14, 18      | Wildcard                       |
| 36 | Mika Kallio         | Finland        | Italtrans Racing Team          | Kalex         | 1-13        | Lämnade teamet                 |
| 36 | Mika Kallio         | Finland        | QMMF Racing Team               | Speed Up      | 14-18       | Ny ordinarie efter 95 West     |
| 39 | Luis Salom          | Spanien        | Paginas Amarillas HP 40        | Kalex         | 1-18        |                                |
| 40 | Álex Rins           | Spanien        | Paginas Amarillas HP 40        | Kalex         | 1-18        |                                |
| 44 | Steven Odendaal     | Sydafrika      | AGR Team                       | Kalex         | 3           | Ersatte 49 Pons                |
| 49 | Axel Pons           | Spanien        | AGR Team                       | Kalex         | 1-2, 4-18   |                                |
| 51 | Zaqhwan Zaidi       | Indonesien     | JP Moto Malaysia               | Suter         | 1-6         | Avslutade säsongen             |
| 54 | Mattia Pasini       | Italien        | Gresini Racing                 | Kalex         | 6, 13       | Wildcard                       |
| 55 | Hafizh Syahrin      | Indonesien     | Petronas Raceline Malaysia     | Kalex         | 1-          |                                |
| 57 | Edgar Pons          | Spanien        | Paginas Amarillas HP 40        | Kalex         | 4, 7, 11    | Wildcard                       |
| 57 | Edgar Pons          | Spanien        | Italtrans Racing Team          | Kalex         | 14-         | Ny ordinarie efter 36 Kallio   |
| 60 | Julián Simón        | Spanien        | QMMF Racing Team               | Speed Up      | 1-18        |                                |
| 64 | Federico Caricasulo | Italien        | Italtrans Racing Team          | Kalex         | 12-14       | Ersatte 21 Morbidelli          |
| 66 | Florian Alt         | Tyskland       | Iodaracing Team                | Suter         | 1-18        |                                |
| 70 | Robin Mulhauser     | Schweiz        | Technomag Racing Interwetten   | Kalex         | 1-18        |                                |
| 71 | Tomoyoshi Koyama    | Japan          | NTS T.Pro Project              | NTS           | 15          | Wildcard                       |
| 72 | Yuki Takahashi      | Japan          | Moriwaki Racing                | Moriwaki      | 15          | Wildcard                       |
| 73 | Álex Márquez        | Spanien        | Estrella Galicia 0,0 Marc VDS  | Kalex         | 1-18        |                                |
| 77 | Dominique Aegerter  | Schweiz        | Technomag Racing Interwetten   | Kalex         | 1-14, 18    |                                |
| 88 | Ricard Cardús       | Spanien        | Tech 3                         | Tech 3        | 1-9         | Fick lämna teamet              |
| 88 | Ricard Cardús       | Spanien        | JP Moto Malaysia               | Suter         | 11-18       | Ny ordinarie efter 15 Wilairot |
| 90 | Lucas Mahias        | Frankrike      | Promoto Sport                  | Transfiormers | 18          | Wildcard                       |
| 93 | Ramdan Rosli        | Indonesien     | Petronas AHM Malaysia          | Kalex         | 7, 17       | Wildcard                       |
| 94 | Jonas Folger        | Tyskland       | AGR Team                       | Kalex         | 1-18        |                                |
| 95 | Anthony West        | Australien     | QMMF Racing Team               | Speed Up      | 1-13        | Fick lämna teamet              |
| 96 | Louis Rossi         | Frankrike      | Tasca Racing Scuderia Moto2    | Tech 3        | 1-18        |                                |
| 97 | Xavier Verge        | Spanien        | Tech 3                         | Tech 3        | 10-18       | Ny ordinarie efter 88 Cardus   |

### Resultat Moto2
| Omgång | Bana                    | Segrare       | Segrarens mc | Tvåa          | Trea                | Pole position | Snabbaste varv    |
| ------ | ----------------------- | ------------- | ------------ | ------------- | ------------------- | ------------- | ----------------- |
| 1      | Losail                  | Jonas Folger  | Kalex        | Xavier Siméon | Thomas Lüthi        | Sam Lowes     | Johann Zarco      |
| 2      | Circuit of the Americas | Sam Lowes     | Speed Up     | Johann Zarco  | Álex Rins           | Xavier Siméon | Sam Lowes         |
| 3      | Termas de Río Hondo     | Johann Zarco  | Kalex        | Álex Rins     | Sam Lowes           | Johann Zarco  | Jonas Folger      |
| 4      | Jerez                   | Jonas Folger  | Kalex        | Johann Zarco  | Esteve Rabat        | Esteve Rabat  | Álex Rins         |
| 5      | Le Mans Bugatti         | Thomas Lüthi  | Kalex        | Esteve Rabat  | Johann Zarco        | Álex Rins     | Thomas Lüthi      |
| 6      | Mugello                 | Esteve Rabat  | Kalex        | Johann Zarco  | Dominique Aegerter  | Sam Lowes     | Esteve Rabat      |
| 7      | Catalunya               | Johann Zarco  | Kalex        | Álex Rins     | Esteve Rabat        | Johann Zarco  | Álex Rins         |
| 8      | Assen                   | Johann Zarco  | Kalex        | Esteve Rabat  | Sam Lowes           | Johann Zarco  | Esteve Rabat      |
| 9      | Sachsenring             | Xavier Siméon | Kalex        | Johann Zarco  | Álex Rins           | Johann Zarco  | Franco Morbidelli |
| 10     | Indianapolis            | Álex Rins     | Kalex        | Johann Zarco  | Franco Morbidelli   | Álex Rins     | Franco Morbidelli |
| 11     | Brno                    | Johann Zarco  | Kalex        | Esteve Rabat  | Álex Rins           | Johann Zarco  | Thomas Lüthi      |
| 12     | Silverstone             | Johann Zarco  | Kalex        | Álex Rins     | Esteve Rabat        | Sam Lowes     | Florian Alt       |
| 13     | Misano                  | Johann Zarco  | Kalex        | Esteve Rabat  | Takaaki Nakagami    | Johann Zarco  | Jonas Folger      |
| 14     | Aragón                  | Esteve Rabat  | Kalex        | Álex Rins     | Sam Lowes           | Esteve Rabat  | Álex Rins         |
| 15     | Motegi                  | Johann Zarco  | Kalex        | Jonas Folger  | Sandro Cortese      | Johann Zarco  | Jonas Folger      |
| 16     | Phillip Island          | Álex Rins     | Kalex        | Sam Lowes     | Lorenzo Baldassarri | Álex Rins     | Álex Rins         |
| 17     | Sepang                  | Johann Zarco  | Kalex        | Thomas Lüthi  | Jonas Folger        | Thomas Lüthi  | Thomas Lüthi      |
| 18     | Valencia                | Esteve Rabat  | Kalex        | Álex Rins     | Thomas Lüthi        | Esteve Rabat  | Esteve Rabat      |

### Mästerskapsställning Moto2
Slutställning efter 18 deltävlingar.
1. Johann Zarco, 352 p. Klar världsmästare inför 15:e deltävlingen.
2. Álex Rins, 234 p.
3. Esteve Rabat, 231 p.
4. Sam Lowes, 186 p.
5. Thomas Lüthi, 179 p.
6. Jonas Folger, 163 p.
7. Xavier Siméon, 113 p.
8. Takaaki Nakagami, 100 p.
9. Lorenzo Baldassarri, 96 p.
10. Franco Morbidelli, 90 p.
11. Sandro Cortese, 90 p.
12. Simone Corsi, 86 p.
13. Luis Salom, 80 p.
14. Álex Márquez, 73 p.
15. Mika Kallio, 72 p.
16. Hafizh Syahrin, 64 p.
17. Dominique Aegerter, 62 p.
18. Julián Simón, 58 p.
19. Axel Pons, 41 p.
20. Marcel Schrötter, 32 p.
21. Randy Krummenacher, 31 p.
22. Anthony West, 30 p.

## Moto3

### Startlista Moto3
Slutlig startlista över ordinarie förare kom 2 februari 2015. Den innehöll 34 förare, varav 11 körde sin första VM-säsong (rookies): Remy Gardner, Maria Herrera, Jorge Navarro, Andrea Migno, Fabio Quartararo, Tatsuki Suzuki, Stefano Manzi, Darryn Binder, Hiroki Ono, Jorge Martín och Gabriel Rodrigo.
| Nr   | Förare                | Nation         | Team                       | Motorcykel | GP            | Anmärkning                                                     |
| ---- | --------------------- | -------------- | -------------------------- | ---------- | ------------- | -------------------------------------------------------------- |
| 2    | Remy Gardner          | Australien     | CIP                        | Mahindra   | 1-18          |                                                                |
| 4    | Fabio Di Giannantonio | Italien        | Gresini Racing Team Moto3  | Honda      | 18            | Ersatte 55 Locatelli                                           |
| 5    | Romano Fenati         | Italien        | Sky Racing Team VR46       | KTM        | 1-18          |                                                                |
| 6    | Maria Herrera         | Spanien        | Husqvarna Factory Laglisse | Husqvarna  | 1-18          |                                                                |
| 7    | Efrén Vázquez         | Spanien        | Leopard Racing             | Honda      | 1-18          |                                                                |
| 9    | Jorge Navarro         | Spanien        | Estrella Galicia 0,0       | Honda      | 1-18          |                                                                |
| 10   | Alexis Masbou         | Frankrike      | Saxoprint RTG              | Honda      | 1-18          |                                                                |
| 11   | Livio Loi             | Belgien        | RW Racing GP               | Honda      | 1-18          |                                                                |
| 12   | Matteo Ferrari        | Italien        | San Carlo Team Italia      | Mahindra   | 1-13          | Fick lämna teamet                                              |
| 14   | Matt Barton           | Australien     | Suus Honda                 | FTR        | 16            | Wildcard                                                       |
| 16   | Andrea Migno          | Italien        | Sky Racing Team VR46       | KTM        | 1-18          |                                                                |
| 17   | John McPhee           | Storbritannien | Saxoprint RTG              | Honda      | 1-18          |                                                                |
| 19   | Alessandro Tonucci    | Italien        | Outox Reset Drink Team     | Mahindra   | 1-18          |                                                                |
| 20   | Fabio Quartararo      | Frankrike      | Estrella Galicia 0,0       | Honda      | 1-13,15,16,18 |                                                                |
| 21   | Francesco Bagnaia     | Italien        | Mapfre Team Mahindra       | Mahindra   | 1-18          |                                                                |
| 22   | Ana Carrasco          | Spanien        | RBA Racing Team            | KTM        | 2-9, 12-18    |                                                                |
| 23   | Niccolò Antonelli     | Italien        | Ongetta-Rivacold           | Honda      | 1-18          |                                                                |
| 24   | Tatsuki Suzuki        | Japan          | CIP                        | Mahindra   | 1-18          |                                                                |
| 25   | Jorel Boerboom        | Nederländerna  | FPW Racing                 | Kalex KTM  | 8             | Wildcard                                                       |
| 26   | Luke Hedger           | Storbritannien | FPW Racing                 | Kalex KTM  | 12            | Wildcard                                                       |
| 27   | Keisuke Kurihara      | Japan          | Musahi RT Harc-Pro         | Honda      | 15            | Wildcard                                                       |
| 29   | Stefano Manzi         | Italien        | San Carlo Team Italia      | Mahindra   | 2-18          |                                                                |
| 31   | Niklas Ajo            | Finland        | RBA Racing Team            | KTM        | 1-11          | Fick lämna teamet                                              |
| 32   | Isaac Viñales         | Spanien        | Husqvarna Factory Laglisse | Husqvarna  | 1-9           | Fick lämna teamet                                              |
| 32   | Isaac Viñales         | Spanien        | RBA Racing Team            | KTM        | 10-18         | Ersatte 22 Carrasco i 2 GP, därefter ny ordinarie efter 31 Ajo |
| 33   | Enea Bastianini       | Italien        | Gresini Racing Team Moto3  | Honda      | 1-18          |                                                                |
| 34   | Ryo Mizuno            | Japan          | Musahi RT Harc-Pro         | Honda      | 15            | Wildcard                                                       |
| 35   | Olly Simpson          | Australien     | Olly Simpson Racing        | KTM        | 16            | Wildcard                                                       |
| 36   | Joan Mir              | Spanien        | Leopard Racing             | Honda      | 16            | Ersatte 76 Ono                                                 |
| 37   | Davide Pizzoli        | Italien        | Husqvarna Factory Laglisse | Husqvarna  | 14            | Wildcard                                                       |
| 40   | Darryn Binder         | Sydafrika      | Outox Reset Drink Team     | Mahindra   | 1-18          |                                                                |
| 41   | Brad Binder           | Sydafrika      | Red Bull KTM Ajo           | KTM        | 1-18          |                                                                |
| 44   | Miguel Oliveira       | Portugal       | Red Bull KTM Ajo           | KTM        | 1-18          |                                                                |
| 45   | Jonas Geitner         | Tyskland       | Freudenberg Racing Team    | KTM        | 9             | Wildcard                                                       |
| 48   | Lorenzo Dalla Porta   | Italien        | Husqvarna Factory Laglisse | Husqvarna  | 10-18         | Ny ordinarie efter 32 Viñales                                  |
| 52   | Danny Kent            | Storbritannien | Leopard Racing             | Honda      | 1-18          |                                                                |
| 53^1 | Marco Bezzecchi       | Italien        | San Carlo Team Italia      | Mahindra   | 1             | Ersatte 29 Manzi                                               |
| 55   | Andrea Locatelli      | Italien        | Gresini Racing Team Moto3  | Honda      | 1-17          |                                                                |
| 58   | Juanfran Guevara      | Spanien        | Mapfre Team Mahindra       | Mahindra   | 1-18          |                                                                |
| 61   | Loris Cresson         | Belgien        | RBA Racing Team            | KTM        | 1             | Ersatte 22 Carrasco                                            |
| 63   | Zulfahmi Khairuddin   | Malaysia       | Drive M7 SIC               | KTM        | 1-18          |                                                                |
| 65   | Philipp Öttl          | Tyskland       | Schedl GP Racing           | KTM        | 1-18          |                                                                |
| 65   | Taz Taylor            | Storbritannien | RS Racing                  | KTM        | 12            | Wildcard                                                       |
| 72^1 | Marco Bezzecchi       | Italien        | Minimoto Portmaggiore      | Mahindra   | 6             | Wildcard                                                       |
| 73   | Anthony Groppa        | Italien        | Pos Corse                  | FTR Honda  | 6             | Wildcard                                                       |
| 76   | Hiroki Ono            | Japan          | Leopard Racing             | Honda      | 1-15, 18      |                                                                |
| 81   | Sena Yamada           | Japan          | Estrella Galicia 0,0       | Honda      | 14            | Ersatte 20 Quartararo                                          |
| 84   | Jakub Kornfeil        | Tjeckien       | Drive M7 SIC               | KTM        | 1-18          |                                                                |
| 86   | Kevin Hanus           | Tyskland       | Team Hanusch               | Honda      | 8, 11         | Wildcard                                                       |
| 88   | Jorge Martín          | Spanien        | Mapfre Team Mahindra       | Mahindra   | 1-18          |                                                                |
| 89   | Khairul Idham Pawi    | Malaya         | Honda Team Asia            | Honda      | 14            | Wildcard                                                       |
| 90   | Adrian Gyutai         | Ungern         | Turvital di Vitali Ordeo   | TVR        | 13            | Wildcard                                                       |
| 91   | Gabriel Rodrigo       | Argentina      | RBA Racing Team            | KTM        | 1-8           |                                                                |
| 95   | Jules Danilo          | Frankrike      | Ongetta-Rivacold           | Honda      | 1-18          |                                                                |
| 96   | Manuel Pagliani       | Italien        | San Carlo Team Italia      | Mahindra   | 14-18         | Ny ordinarie efter 12 Ferrari                                  |
| 97   | Maximilian Kappler    | Tyskland       | Saxoprint-RTG              | FTR Honda  | 9, 11         | Wildcard                                                       |
| 98   | Karel Hanika          | Tjeckien       | Red Bull KTM Ajo           | KTM        | 1-18          |                                                                |

Noter:
- ^1  Marco Bezzecchi tävlade med nr 53 i Qatar och nr 72 i Italien.

### Resultat Moto3
| Omgång | Bana                    | Segrare           | Segrarens mc | Tvåa             | Trea              | Pole position     | Snabbaste varv    |
| ------ | ----------------------- | ----------------- | ------------ | ---------------- | ----------------- | ----------------- | ----------------- |
| 1      | Losail                  | Alexis Masbou     | Honda        | Enea Bastianini  | Danny Kent        | Alexis Masbou     | Enea Bastianini   |
| 2      | Circuit of the Americas | Danny Kent        | Honda        | Fabio Quartararo | Efrén Vázquez     | Danny Kent        | Miguel Oliveira   |
| 3      | Termas de Río Hondo     | Danny Kent        | Honda        | Efrén Vázquez    | Isaac Viñales     | Danny Kent        | Miguel Oliveira   |
| 4      | Jerez                   | Danny Kent        | Honda        | Miguel Oliveira  | Brad Binder       | Fabio Quartararo  | Brad Binder       |
| 5      | Le Mans Bugatti         | Romano Fenati     | KTM          | Enea Bastianini  | Francesco Bagnaia | Fabio Quartararo  | Enea Bastianini   |
| 6      | Mugello                 | Miguel Oliveira   | KTM          | Danny Kent       | Romano Fenati     | Danny Kent        | Brad Binder       |
| 7      | Catalunya               | Danny Kent        | Honda        | Enea Bastianini  | Efrén Vázquez     | Enea Bastianini   | Efrén Vázquez     |
| 8      | Assen                   | Miguel Oliveira   | KTM          | Fabio Quartararo | Danny Kent        | Enea Bastianini   | Jorge Navarro     |
| 9      | Sachsenring             | Danny Kent        | Honda        | Efrén Vázquez    | Enea Bastianini   | Danny Kent        | Danny Kent        |
| 10     | Indianapolis            | Livio Loi         | Honda        | John McPhee      | Philipp Öttl      | Danny Kent        | Danny Kent        |
| 11     | Brno                    | Niccolò Antonelli | Honda        | Enea Bastianini  | Brad Binder       | Niccolò Antonelli | Miguel Oliveira   |
| 12     | Silverstone             | Danny Kent        | Honda        | Jakub Kornfeil   | Niccolò Antonelli | Jorge Navarro     | Danny Kent        |
| 13     | Misano                  | Enea Bastianini   | Honda        | Miguel Oliveira  | Niccolò Antonelli | Enea Bastianini   | Niccolò Antonelli |
| 14     | Aragón                  | Miguel Oliveira   | KTM          | Jorge Navarro    | Romano Fenati     | Enea Bastianini   | Niccolò Antonelli |
| 15     | Motegi                  | Niccolò Antonelli | Honda        | Miguel Oliveira  | Jorge Navarro     | Romano Fenati     | Isaac Viñales     |
| 16     | Phillip Island          | Miguel Oliveira   | KTM          | Efrén Vázquez    | Brad Binder       | Danny Kent        | Francesco Bagnaia |
| 17     | Sepang                  | Miguel Oliveira   | KTM          | Brad Binder      | Jorge Navarro     | Niccolò Antonelli | Brad Binder       |
| 18     | Valencia                | Miguel Oliveira   | KTM          | Jorge Navarro    | Jakub Kornfeil    | John McPhee       | Romano Fenati     |

### Mästerskapsställning Moto3
Slutställning efter 18 deltävlingar.
1. Danny Kent, 260 p.
2. Miguel Oliveira, 254 p.
3. Enea Bastianini, 207 p.
4. Romano Fenati, 176 p.
5. Niccolò Antonelli, 174 p.
6. Brad Binder, 159 p.
7. Jorge Navarro, 157 p.
8. Efrén Vázquez, 155 p.
9. Isaac Viñales, 115 p.
10. Fabio Quartararo, 92 p.
11. John McPhee, 92 p.
12. Jakub Kornfeil, 89 p.
13. Alexis Masbou, 78 p.
14. Francesco Bagnaia, 76 p.
15. Philipp Öttl, 73 p.
16. Livio Loi, 56 p.
17. Jorge Martín, 45 p.
18. Karel Hanika, 43 p.
19. Andrea Migno, 35 p.
20. Andrea Locatelli, 33 p.

## Övriga VM-klasser
FIM delar ut världsmästerskap i fyra klasser utöver de tre Grand Prix-klasserna: Superbike, Supersport, Endurance och Sidvagn.

### Endurance
Endurance-VM för motorcyklar avgjordes över fyra deltävlingar: Le Mans 24-timmars 18-19 april, Suzuka 8-timmars 25-26 juli, Oschersleben 8-timmars 22 augusti och Bol d'Or (24 timmar) 19-20 september. Världsmästare för stall blev Suzuki Endurance Racing Team med förarna Vincent Philippe, Anthony Delhalle och Etienne Masson. Yamaha vann dock konstruktörsmästerskapet.
Slutställning
1. Suzuki Endurance Racing Team, 154 p.
2. GMT 94 Yamaha, 132 p.
3. Team SRC Kawasaki, 110 p.
4. BMW Motorrad France Team Penz13, 71 p.
5. Team Traqueur Louit Moto 33, 68 p.
6. Team Bolliger Switzerland, 55 p.

### Sidvagnar
Världsmästerskapet för motorcyklar med sidvagn avgjordes över sju deltävlingar med ett eller två heat, totalt tio heat. Säsongen började 11 april och avslutades 23 augusti. Världsmästare blev det holländska paret med Bennie Streuer som förare och Geert Koerts som burkslav. VM-titeln blev klar i sista heatet.
Slutställning
1. Bennie Streuer / Geert Koerts (Suzuki), 180 p.
2. Tim Reeves / Grégory Cluze (Kawasaki), 175 p.
3. Pekka Päivärinta / Kirsi Kainulainen (BMW), 165 p.
4. Uwe Gürck / Manfred Wechselberger (BMW), 92 p.
5. Mike Roscher / Anna Burkhard (BMW), 89 p.
6. Milan Spendal / Freddy Lelubez (Yamaha), 80 p.
7. Jakob Rutz / Thomas Hofer (Yamaha), 75 p.